# Blada Płyta
Blada płyta – drugi album zespołu Blade Loki, wydany w roku 2000 przez wytwórnię S.P. Records.

## Lista utworów
Źródło:.
1. „Intro” z filmu Hydrozagadka A. Kondratiuka – 0:10
2. „Kometa” – 2:30
3. „Nie mów mi” – 4:32
4. „Nietolerancja” – 2:28
5. „Wesoły kawałek” – 2:47
6. „De maski” – 3:00
7. „Rysiek” – 3:14
8. „Politykowanie” – 3:19
9. „Pali się” – 3:06
10. „4 Ściany” – 3:13
11. „Dokąd?” – 3:30
12. „Witaj na ...” – 2:38
13. „Spokój” – 3:40
14. „Lekka syntetyka” – 2:34
15. „Sięgnęliśmy D.N.A.” – 3:47
16. „Manifest 2000” – 2:55
17. „Tantereum” – 3:03
18. „Outro” z filmu Hydrozagadka A. Kondratiuka – 0:08

## Twórcy
Źródło:.
- Agata Polic – śpiew
- Andrzej Dudzic – gitara basowa
- Michał „Twurca” Tomczyk – gitara
- Witold Poźniak – perkusja
- Przemysław Kołodziejczak – saksofon
- Piotr Selwesiuk – trąbka
- Monika Piasecka-Jarząbek – śpiew
- Marcin Pokora – śpiew
- Arkadiusz Rejda – akordeon